# Erich Gutenberg
Erich Gutenberg (Herford, 13 de diciembre de 1897-Colonia, 22 de mayo de 1984) fue un economista alemán y es considerado en Alemania, y en ciertos círculos económicos internacionales, el fundador de la economía de empresas. 

## Vida
Gutenberg era hijo de un fabricante. Asistió al Friedrichs-Gymnasium de Herford, un instituto de educación secundaria humanística, y obtuvo su Abitur (certificado de finalización de la educación secundaria) en la primavera de 1918 en un hospital militar durante la Primera Guerra Mundial.
Estudió inicialmente ciencias naturales, en particular física y química, en la Universidad Técnica de Hanóver a partir de enero de 1919, pero abandonó sus estudios en junio de 
1919. La razón fue el deseo de su padre de que ingresara al negocio familiar. La empresa fabricaba máquinas trilladoras y otros productos agrícolas y empleaba a 400 personas al inicio de la Primera Guerra Mundial. El entorno empresarial moldeó al joven Erich Gutenberg. Después de la muerte de su hermano mayor, quien había tomado el control de la empresa, una negociación con el socio Niebaum resultó en un acuerdo vinculante para que Erich Gutenberg ingresara a la empresa el 1 de enero de 1926.
Después de unos meses, pudo regresar a la universidad como estudiante. Inicialmente, tenía la intención de continuar sus estudios en ciencias naturales, pero no había demanda de profesionales con formación en ingeniería en el negocio familiar. Por lo tanto, decidió estudiar economía en la Universidad de Würzburg a partir de junio de 1919. Poco después, se trasladó a la Universidad de Halle/Saale, donde estudió al mismo tiempo que su hermano. En diciembre de 1921, obtuvo su doctorado en Halle/Saale con la tesis "Thünens Isolierter Staat als Fiktion" (El estado aislado de Thünen como ficción).
A partir de enero de 1922, trabajó como empleado en la fábrica de máquinas Starke & Hoffmann en Hirschberg (Baja Silesia) para adquirir experiencia práctica en el negocio familiar. Sin embargo, los planes de ingreso de Gutenberg al negocio familiar quedaron en suspenso cuando este se declaró en quiebra en octubre de 1924. En noviembre de 1924, aceptó un puesto como asistente científico y profesor en la Universidad de Westfalia en Münster, donde trabajó hasta 1930. Durante este tiempo, Gutenberg estudió administración de empresas en la Universidad de Fráncfort del Meno, obteniendo su título de Diplom-Kaufmann (equivalente a una licenciatura en administración de empresas) en marzo de 1926. En mayo de 1928, Gutenberg se habilitó en administración de empresas en la Universidad de Münster con una tesis titulada "Die Unternehmung als Gegenstand betriebswirtschaftlicher Theorie" (La empresa como objeto de la teoría de la administración de empresas).
En 1930, fue nombrado profesor extraordinario de administración de empresas en la Universidad de Colonia. En 1932, se convirtió en profesor titular en la misma universidad. 
En 1937, fue contratado como profesor en la Universidad de Rostock. El 24 de noviembre de 1937 solicitó su afiliación al Partido Nazi (NSDAP) y fue admitido retroactivamente a partir del 1 de mayo de ese mismo año (número de afiliación 5.605.215). También se unió a la Liga de Profesores Nacional Socialistas (NS-Dozentenbund), pero después de la guerra afirmó haberse unido solo para mantener su puesto en la universidad. En 1938, fue nombrado profesor extraordinario en la Academia de Minas de Clausthal. En 1939, se convirtió en miembro de la SA (Sturmabteilung) y en agosto de 1939 fue llamado al servicio militar, del cual fue dado de baja en el verano de 1943. Desde 1938, Erich Gutenberg fue profesor en Clausthal, donde permaneció hasta 1940. Desde 1941 hasta 1947, ocupó la cátedra de Administración de Empresas en la Universidad Friedrich-Schiller de Jena. Durante su tiempo en Jena, participó en actividades de resistencia del grupo Neubauer-Poser. A partir de 1946, fue el primer presidente de la Sociedad Alemana de Investigación de Administración de Empresas (VHB, por sus siglas en alemán) y fue presidente honorario de por vida de la asociación. En 1948, sucedió a Fritz Schmidt como profesor de Administración de Empresas en la Universidad Johann Wolfgang Goethe de Fráncfort del Meno, donde permaneció hasta 1951.
Luego, en 1951, fue nombrado sucesor de Eugen Schmalenbach en la Universidad de Colonia, donde ocupó la cátedra de Administración de Empresas Generales y Administración de Empresas Específicas para la Industria. Aquí escribió la obra fundamental de la administración de empresas en Alemania, "Grundlagen der Betriebswirtschaftslehre" (Fundamentos de la Administración de Empresas), en tres volúmenes. Comenzó con el volumen sobre "Die Produktion" (La Producción) en 1951, seguido de otros dos volúmenes hasta 1969. En 1951, Gutenberg aún creía que la ley del rendimiento, que se había establecido para la producción agrícola, también se aplicaba a la producción industrial. Sin embargo, en la segunda edición de su libro en 1955, descartó la validez de esta ley y propuso funciones de producción limitadas, que se conocen como la función de producción de Gutenberg (tipo B). La obra magna de Gutenberg es conocida en el argot estudiantil como la "Biblia de Gutenberg". En esta obra, la más influyente en Alemania, ya no consideraba la empresa en sus diferentes áreas, sino en su totalidad, abarcando las funciones de producción, ventas y finanzas. Distinguía entre factores de influencia en la producción independientes del sistema económico y factores dependientes del sistema económico. El enfoque central era la relación de productividad entre la entrada y la salida, es decir, la función de producción. Cuando se publicó el tercer volumen de esta obra en 1969, Gutenberg ya se había retirado. A la edad de 69 años, después de 15 años de servicio, concluyó su carrera universitaria en Colonia en 1966.
Entre 1954 y 1966, fue miembro del Consejo Asesor Científico del Ministerio de Economía de Alemania, y entre 1964 y 1978 fue el único editor de la revista "Zeitschrift für Betriebswirtschaft" (Revista de Administración de Empresas).
Gutenberg falleció en 1984 a la edad de 86 años. Estaba casado con Magdalene Busse, abogada de profesión. La tumba de la pareja se encuentra en el cementerio de Melaten en Colonia.
Es conocido por su obra "Grundlagen der Betriebswirtschaftslehre" (Fundamentos de la Administración de Empresas), publicada por primera vez en 1951. Esta obra sentó las bases para la administración de empresas moderna en Alemania y se convirtió en un texto estándar en el campo. Además de su trabajo en el campo de la administración de empresas, Gutenberg también hizo contribuciones importantes en áreas como la teoría de la organización y la teoría del costo.
Falleció el 22 de mayo de 1984 en Colonia, Alemania. Su legado como pionero de la administración de empresas en Alemania perdura hasta hoy.

## Honores
Erich Gutenberg fue honrado con seis doctorados honoris causa en reconocimiento a sus méritos en el campo de la administración de empresas. Las siguientes universidades le otorgaron el título de doctor honoris causa: Berlín (1957), Münster (1962), Múnich (1967), Saarbrücken (1968), Gotinga (1977) y Fráncfort (1978).

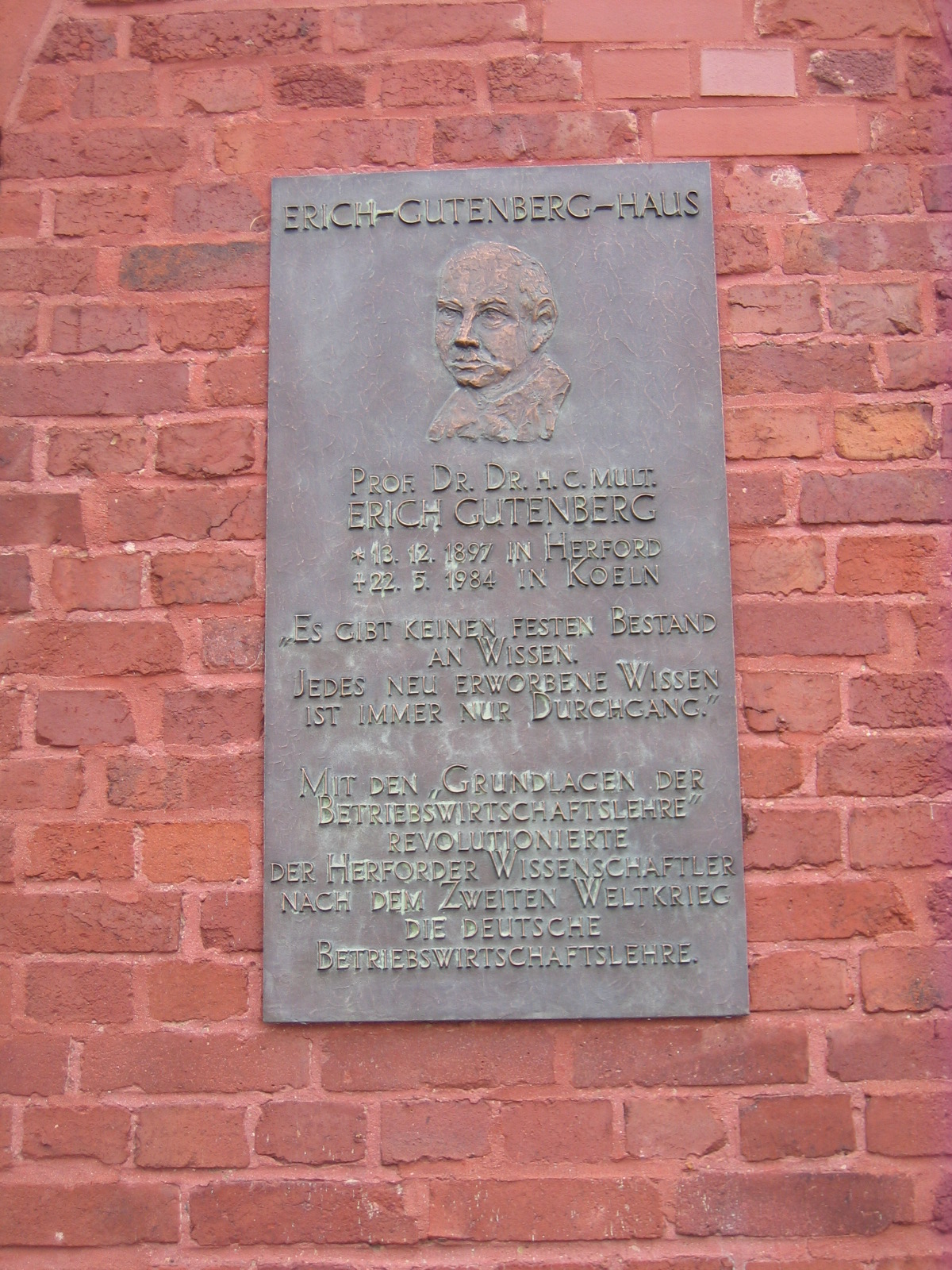
Monumento a Gutenberg en Herford, su ciudad natal

En 1973, en su ciudad natal, Bünde, en el distrito de Herford, se bautizó una escuela de economía con el nombre de Erich-Gutenberg-Schule en su honor. Actualmente, la institución se llama Erich-Gutenberg-Berufskolleg. También existe un Erich-Gutenberg-Berufskolleg en Köln-Buchheim. En su ciudad natal, Herford, el edificio de la antigua fábrica de muebles Kopka, que alberga la biblioteca municipal, fue nombrado en su honor (ver imagen). La Asociación de Antiguos Alumnos de su escuela, el Friedrichs-Gymnasium, otorga anualmente la Medalla Gutenberg a un estudiante de bachillerato en reconocimiento a su destacado rendimiento académico y compromiso social, según la propuesta de la dirección escolar.
Recibió la Gran Cruz del Mérito de la Orden del Mérito de la República Federal de Alemania en 1968. La Universidad de Colonia le rindió un homenaje póstumo con un funeral académico el 11 de diciembre de 1985.

## Obra
En su obra más influyente, "Grundlagen der Betriebswirtschaftslehre" (Fundamentos de la administración de empresas), en tres volúmenes, Gutenberg desarrolló un nuevo sistema de administración de empresas. Esta obra, de fácil lectura incluso para los no expertos, no divide la empresa en sus áreas individuales, sino que la evalúa en su totalidad en términos de sus funciones empresariales. En el centro se encuentra la relación de productividad entre la entrada y la salida, es decir, la función de producción. La teoría microeconómica fue el punto de partida de su modelización.
Además, Gutenberg desarrolló una clasificación actualizada de los factores de producción en el campo de la administración de empresas. Su Ley de Compensación de la Planificación establece que, cuando exista un cuello de botella, es decir, una parte que limite las acciones de otras partes, se debe prestar atención a todos los planes parciales. Dado que en las empresas actuales suele ser la comercialización la que constituye el cuello de botella, según esta definición, la planificación debe centrarse en el cliente y ser orientada al marketing. En 1970, la revista "Zeitschrift für Betriebswirtschaft", publicada por Gutenberg, escribió: "Los tres volúmenes de 'Grundlagen' constituyen una obra única en términos de integridad y originalidad para la teoría empresarial más reciente. Desde hace años, no solo se considera una obra de referencia en Alemania, sino que también ha obtenido reconocimiento e difusión internacional a través de traducciones a varios idiomas. Dada la diversificación y profundización de los problemas empresariales individuales, uno podría preguntarse si en el futuro otro académico logrará presentar una exposición original y completa de los fundamentos teóricos de toda la disciplina".
La obra de Erich Gutenberg es continuada por la Asociación de Trabajo Erich Gutenberg en Colonia y, en particular, por su discípulo y yerno, Horst Albach.
Erich Gutenberg es uno de los administradores de empresas de habla alemana más citados.